# 오희문 묘
오희문 묘는 대한민국 경기도 용인시 처인구 모현읍 오산리에 있는 오희문의 무덤이다. 1992년 10월 12일 용인시의 향토문화재 제34호로 지정되었다.

## 참고 문헌
- 오희문 묘 - 용인시의 문화관광 - 향토유적